# Montcuit
Montcuit é uma comuna francesa na região administrativa da Normandia, no departamento Mancha. Estende-se por uma área de 4,86 km². Em 2010 a comuna tinha 191 habitantes (densidade: 39,3 hab./km²).